# Graudenzer Ruderverein w Grudziądzu

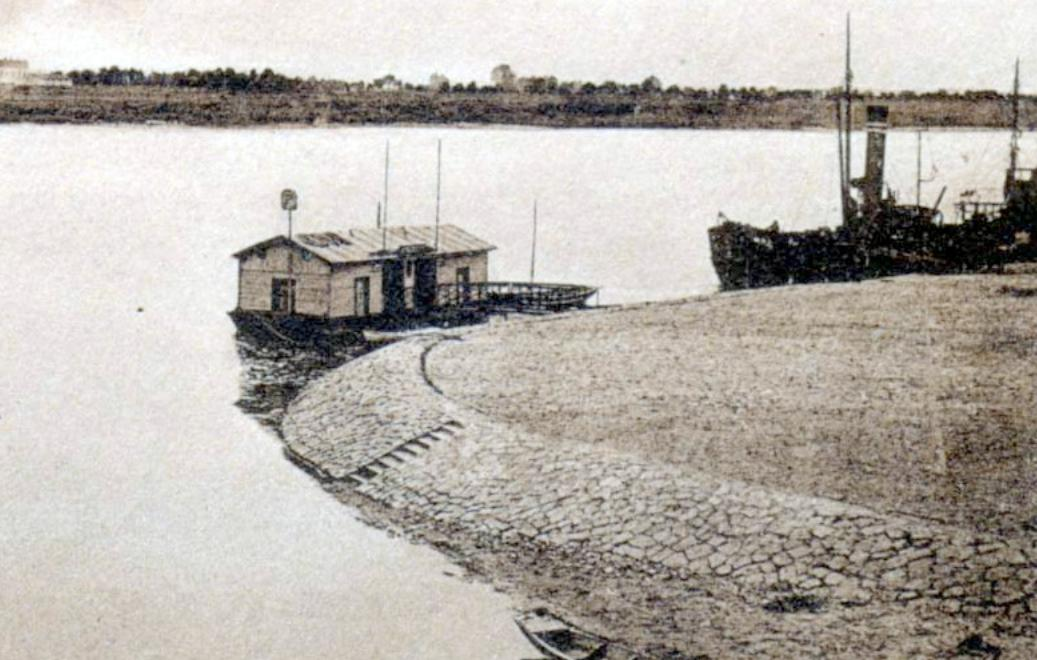
Pierwsza przystań GRV

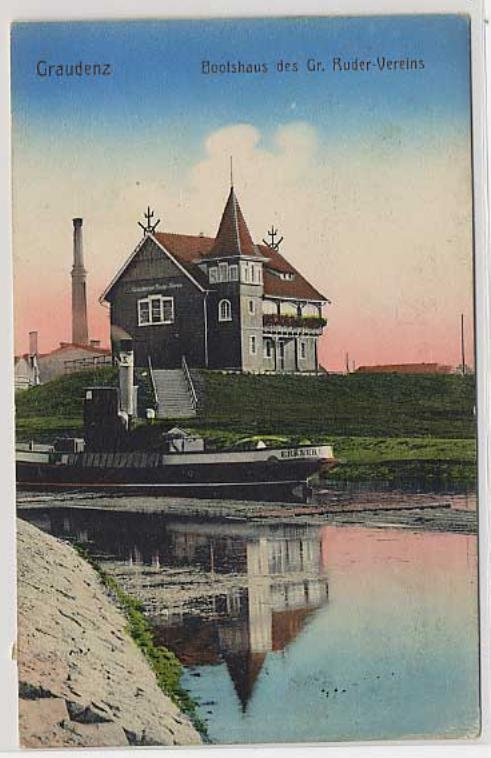
Druga przystań klubu

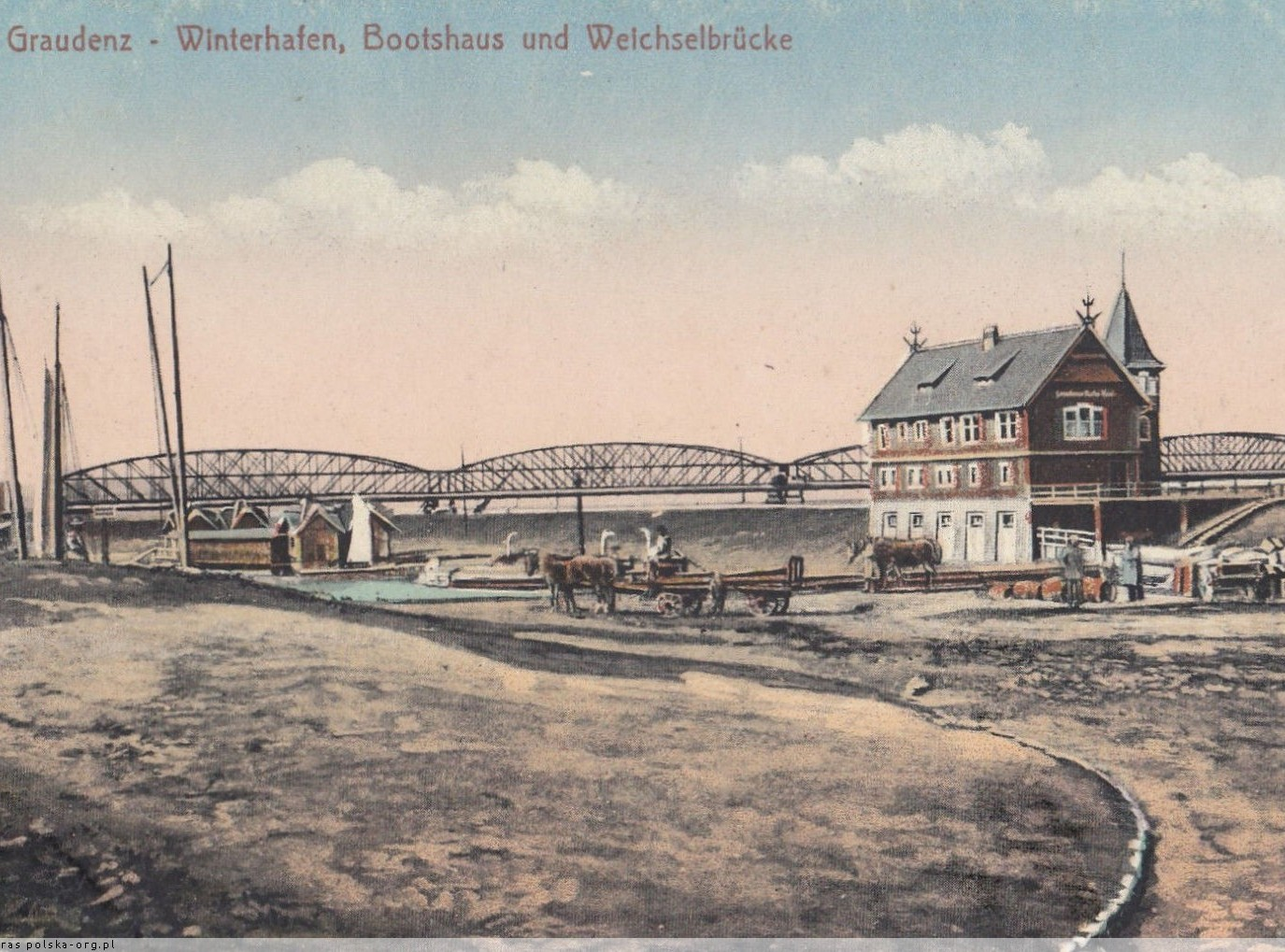
Przystań klubu przed I wojną światową

Graudenzer Ruderverein (pol. Grudziądzkie Towarzystwo Wioślarskie), w latach 30. XX w. używający też nazwy R.V. Grudziądz – grudziądzki klub wioślarski, zrzeszający Niemców, założony w 1885. Jeden z najstarszych klubów sportowych w Grudziądzu. Zakończył działalność tuż po zakończeniu II wojny światowej. 

## Historia

### Okres do końca I wojny
Klub powstał w roku 1885 z inicjatywy lokalnych przemysłowców: F. Rosanowskiego (właściciela "Młyna pod Orłem", tj. Adlermühle), Maxa Falck (właściciela cegielni) oraz Paula Fischera (redaktora naczelnego gazety „der Geselige”).
Początkowo klub nie posiadał przystani, a jedyną posiadaną łódź wioślarską cumował u ujścia Trynki do Wisły, przy „Młynie pod Orłem”. Trudności w schodzeniu na wodę wymusiły zorganizowanie w roku 1888 przystani. Przystań ta była konstrukcją pływającą, która na stałe zacumowana została na Wiśle powyżej ujścia Trynki. Klub stopniowo zwiększał też ilość posiadanych łodzi, zatrudnił też zawodowego trenera. Pozwoliło to w roku 1904 wygrać pierwsze zawody – rozgrywane w Bydgoszczy. Bardzo popularne też były wycieczki wioślarskie, nieraz kilkudniowe. 
W roku 1908 – wobec stanu technicznego przystani pływającej – Graudenzer Ruderverein wybudował w Grudziądzu, na końcu grobli oddzielającej Wisłę od portu zimowego, nowoczesną przystań na lądzie stałym. Teren do dyspozycji klubu oddał właściciel tartaku, Richard Schulz. Otwarcie przystani miało miejsce 30 Maja 1908 roku. Na przystani znajdowała się również duża sala, w której odbywały się spotkania i gdzie świętowano uroczystości, a także przeszklona weranda.
Lata I wojny światowej przerwały działalność klubu. Większość jego członków powołano do armii. 

### Okres dwudziestolecia międzywojennego
Po I wojnie światowej niestrzeżona przystań klubu została złupiona, a sprzęt zniszczony. Niemcy, którzy pozostali w Grudziądzu po przejściu miasta w ręce Polski, niebawem działalność wznowili. Z czasem wyremontowali łodzie i kupili nowe.
Niemieckie kluby wioślarskie istniejące przed wojną na terenach odzyskanych przez państwo polskie (w tym Graudenzer R.V.), nadal były członkami Niemieckiego Związku Wioślarskiego. Kluby te stowarzyszyły się w odrębny sportowy związek wioślarski o nazwie „Związek Wioślarski dla Poznańskiego i Pomorza” (niem. Ruder-Verband Posen-Pommerellen), zrzeszający kluby wioślarskie z Prowincji Poznańskiej i Prus Zachodnich. Gdy polskie kluby wioślarskie utworzyły pod koniec 1919 Polski Związek Towarzystw Wioślarskich, kluby niemieckie wyraziły wolę przystąpienia do PZTW. Gdy – ze względów formalnych – otrzymały odmowę, przez kilka lat nie uczestniczyły w rywalizacji organizowanej przez PZTW. W 1928 niemiecki kluby Związku Wioślarskiego dla Poznańskiego i Pomorza podpisały z Niemieckim Związkiem Wioślarskim umowę o współpracy. W jej wyniku, kluby niemieckie w Polsce zrzeszone w Związku Wioślarskim dla Poznańskiego i Pomorza, rozpoczęły współzawodnictwo z innymi klubami niemieckimi w Niemczech. Uczestniczyły od tej pory m.in. we wioślarskich mistrzostwach Niemiec. 
Taki stan trwał do roku 1935. Graudenzer Ruderverein – pozostając klubem zawodników narodowości niemieckiej – przyjęty został wtedy w poczet członków PZTW. Miało to miejsce tuż przed XVI Sejmikiem wioślarskim. Od tej pory klub mógł uczestniczyć w zawodach organizowanych przez polski związek, co robił aż do II wojny. 

### II wojna i zakończenie działalności
Po wkroczeniu we wrześniu 1939 roku Niemców do Polski klub kontynuował działalność sportową. Zawodnicy brali udział w rywalizacji niemieckiego związku wioślarskiego pod nazwą Graudenzer Ruderverein von 1885.
Kres istnienia towarzystwa nastał po II wojnie światowej – w związku z usunięciem Niemców z Polski po roku 1945.

## Osiągnięcia sportowe
Po wstąpieniu przez Graudenzer R.V. do PZTW, klub regularnie uczestniczył w rywalizacji, co znajdowało wyraz w klasyfikacji punktowej, prowadzonej przez PZTW. Był jednym z czołowych klubów wioślarskich w Polsce, a w poszczególnych latach sklasyfikowany został:
- w 1935 - 13. miejsce na 46 klubów[6],
- w 1936 - 8. miejsce na 42 kluby[7],
- w 1937 - 12. miejsce na 41 klubów[8],
- w 1938 - 3. miejsce na 44 kluby[9],
- w 1939 - 20. miejsce  na 36 klubów[10].

Największym sukcesem klubu było zatem zdobycie III miejsca w krajowej rywalizacji drużynowej w roku 1938 – sukces o tyle większy, iż GRV był stosunkowo niewielkim klubem spoza największych ośrodków wioślarskich. 
W czasie II wojny światowej zawodnik GRV, Lothar Domke, zdobył w 1941 roku na Mistrzostwach Niemiec brązowy medal w kategorii jedynek wagi lekkiej mężczyzn.